# Iacob Lackfi
Iacob Lackfi (în maghiară Szántai Lackfi Jakab) a fost voievod al Transilvaniei între anii 1403-1409.